# 2093 Genichesk
2093 Genichesk је астероид главног астероидног појаса чија средња удаљеност од Сунца износи 2,268 астрономских јединица (АЈ).
Апсолутна магнитуда астероида је 12,6.